# La Vall (serie de televisión)
La Vall (El Valle en castellano) fue una serie de televisión en lengua valenciana, producida por Mediterráneo Media Entertainment junto con À Punt Mèdia para el canal autonómico À Punt. La serie se estrenó el 23 de septiembre de 2018 a las 21:45 con doble capítulo siendo esta la primera serie de televisión para el canal autonómico valenciano. La fecha de estreno se dio a conocer el 16 de septiembre de 2018 a las 21:30 tras finalizar las noticias.
La primera temporada de la serie tiene 13 episodios con una duración de 50-55 minutos por capítulo y tiene como protagonistas a Nazaret Aracil y Marta Belenguer.

## Argumento
La serie se centra en la historia de La Vall, un pueblo situado en la Sierra de Espadán que quiere evitar quedarse despoblado y ofrece las casas deshabitadas a nuevos habitantes con el objetivo de evitar su desaparición. La llegada de nuevos vecinos y los secretos que oculta este pueblo serán los hilos conductores de esta historia que se mueve entre el thriller y las costumbres locales.

## Reparto

### 1ª temporada

#### Reparto principal
- Nazaret Aracil - Clara Vila Soler
- Óscar Ramos - Albert Bayarri Sendra
- Marta Belenguer - Malena Segarra
- Sergio Caballero - Carles (Capítulo 2 - Capítulo 13)
- Adeline Flaun - Nadine Césarie Naval
- José Manuel Casany - Jaume Calabuig Juan
- Isabel Rocatti - Antònia Costa Palau (Capítulo 1 - Capítulo 5; Capítulo 7 - Capítulo 13)
- Pilar Almería - Adelina Sendra
- Cristina Fernández - Júlia Garbí (Capítulo 1 - Capítulo 8; Capítulo 10 - Capítulo 13)
- Laura Romero - Laura Fenoll Doménech (Capítulo 1 - Capítulo 6; Capítulo 8 - Capítulo 13)
- María Almudever - Laia Serra
- Ximo Solano - Ricard Martí Costa
- Ángel Figols - Marc Revert †
- Ciro Maró - Jordi Calabuig Donat (Capítulo 4 - Capítulo 13)
- Marta Checa - Esther Calabuig Donat
- Jorge Motos - Marc Revert Segarra
- Joan Manuel Gurillo - Ximo Llopis (Capítulo 1 - Capítulo 3; Capítulo 5 - Capítulo 6; Capítulo 8 - Capítulo 12)
- Noel Rojo-Everss - Daniel Fenoll Garbí

#### Reparto secundario
- Pepa Juan - Teresa Soler (Capítulo 2 - Capítulo 4)
- Pepe Galoto - Eduardo "Edu" Vila (Capítulo 2 - Capítulo 4)
- Empar Canet - Raquel Donat (Capítulo 4; Capítulo 8 - Capítulo 9; Capítulo 11 - Capítulo 13)
- Berna Llobell - Ramón † (Capítulo 5; Capítulo 8 - Capítulo 10)
- Álvaro Bàguena - Josep Calabuig Juan (Capítulo 7 - Capítulo 8; Capítulo 10 - Capítulo 13)

## Episodios
| Temporada | Temporada | Episodios | Fechas de emisión        | Fechas de emisión      | Audiencia    | Audiencia |
| Temporada | Temporada | Episodios | Inicio                   | Fin                    | Espectadores | Share     |
| --------- | --------- | --------- | ------------------------ | ---------------------- | ------------ | --------- |
|           | 1         | 13        | 23 de septiembre de 2018 | 2 de diciembre de 2018 | 28 000*      | 1,5%*     |
| Total     | Total     | 13        | 2018                     | 2018                   | 28 000*      | 1,5%*     |

### Primera temporada (2018)
| N.º (serie) | N.º (temp.) | Título                 | Fecha de emisión                                         | Audiencia                                                                |
| --- | ----------- | ---------------------- | -------------------------------------------------------- | ------------------------------------------------------------------------ |
| 1 | 1           | «Nouvinguts»           | 23 de septiembre de 2018 20 de abril de 2020 (reemisión) | 55.000 espectadores, 3,2% (20 de abril de 2020)                          |
| Malena, la alcaldesa de La Vall, ofrece trabajo y casa gratis a quien quiera comenzar de cero en un entorno idílico. Lo que no saben los nuevos habitantes es que en esas montañas se esconden secretos que les cambiarán la vida. Unos secretos tan grandes como los que ellos mismos arrastran.                                                                                    |             |                        |                                                          |                                                                          |
| 2 | 2           | «El col·leccionista»   | 23 de septiembre de 2018                                 | 47.000 espectadores, 2,7% (21 de abril de 2020)                          |
| Marc ha decidido retomar la tarea de cronista de su padre y comienzan a pasar personas del pueblo por delante de su objetivo. Un hombre recorre la sierra buscando algo escondido. Albert, el forestal, debe soportar unas inquietantes amenazas. |             |                        |                                                          |                                                                          |
| 3 | 3           | «Tu dins, jo fora»     | 30 de septiembre de 2018                                 | 49.000 espectadores, 3% (22 de abril de 2020)                            |
| Laura se queda sola con Daniel por primera vez. El niño se pierde en la sierra. Alertados, todos los habitantes del pueblo se reúnen para buscarlo. Adelina encuentra en Antònia una compañía muy peculiar. Ester Calabuig ha decidido irse para siempre del pueblo. |             |                        |                                                          |                                                                          |
| 4 | 4           | «ADN»                  | 30 de septiembre de 2018                                 | 41.000 espectadores, 2,8% (23 de abril de 2020)                          |
| Los padres de Clara llegan a la Vall porque han descubierto la mentira de su hija. La herida que Carles tiene en la pierna hace que su vida esté en peligro, pero encuentra una ayuda inesperada. La desaparición de Raquel, la mujer de Calabuig, despierta muchas preguntas en Marc. Jordi Calabuig llega al pueblo para pasar una temporada.                                      |             |                        |                                                          |                                                                          |
| 5 | 5           | «Quin és el problema?» | 7 de octubre de 2018                                     | 3,5% (24 de abril de 2020)                                               |
| Con las dificultades para llevar agua a los huertos ecológicos, Malena le pide un favor a Jaume Calabuig. La alcaldesa encuentra un aliado inesperado para los intereses del pueblo. Ramón hace acto de presencia y amenaza sutilmente a Adelina. Nadine busca ayuda al pueblo para tratar la herida de Carles. Daniel le cuenta a un extraño que están viviendo en la Vall.         |             |                        |                                                          |                                                                          |
| 6 | 6           | «Mut i callosa»        | 14 de octubre de 2018                                    | 2,3% (27 de abril de 2020)                                               |
| La administración pone problemas para obtener la licencia medioambiental de la fábrica de Calabuig y el empresario pide ayuda a Ricard. Marc descubre que hay otros videos de su padre. Para conseguirlos, tendrá que enfrontarse a un juego que le propone su padre. Jordi y Clara cada vez están más cerca. Llega un nuevo habitante que parece que conoce a Laura.                |             |                        |                                                          |                                                                          |
| 7 | 7           | «Testimoni»            | 21 de octubre de 2018                                    | 2,1% (28 de abril de 2020)                                               |
| El ayuntamiento de la Vall empieza a tener dificultades económicas. Por otra parte, Marc visualiza las cintas donde su padre revela un secreto que puede ponerlo en peligro. Antonia vuelve de la ciudad después de haber visitado a una amiga de toda la vida. Nadine necesita saber que hay detrás de Carles.                                                                      |             |                        |                                                          |                                                                          |
| 8 | 8           | «Malson»               | 28 de octubre de 2018                                    | 24 000 espectadores (1,1%) 1,5% (29 de abril de 2020)                    |
| Albert rechaza la propuesta de Marc de acompañarlo a buscar la partida de figuras, pero la presión de Ramón cada vez es más fuerte. Laura busca la forma de huir de Enric. Laia y Ricard empiezan a pagar las consecuencias de su deshielo. Jordi se ofrece a ayudar al pueblo. Adelina no quiere sentir la realidad sobre su marido. Marc está dispuesto a ir a buscar las figuras. |             |                        |                                                          |                                                                          |
| 9 | 9           | «200 figures»          | 4 de noviembre de 2018                                   | 27 000 espectadores (1,1%) 2,2% (30 de abril de 2020)                    |
| Albert y Marc cruzan la sierra para encontrar las figuras escondidas. Ximo le cuenta a Calabuig lo que sabe de Laura. Ester organiza una cena familiar para que Jordi y su padre hagan las paces y entre todos buscar a Raquel. Enric llega con la intención de vivir cerca de Laura. Albert y Marc llegan a la cueva.                                                               |             |                        |                                                          |                                                                          |
| 10 | 10          | «Redempció»            | 11 de noviembre de 2018                                  | 35 000 espectadores (1,6%) 1,9% (1 de mayo de 2020)                      |
| Después de interceptar a Albert y Marc, Carles los obliga a acompañarlos de vuelta al pueblo. Clara descubre la cara más oscura de Jordi y se aleja de él. Adelina y Antonia están a punto de ser descubiertas por Ricard. Daniel, por su lado, tiene preparada una sorpresa para sus madres.                                                                                        |             |                        |                                                          |                                                                          |
| 11 | 11          | «Diners porcs»         | 18 de noviembre de 2018                                  | 54 000 espectadores (2,5%) 51.000 espectadores, 3,3% (4 de mayo de 2020) |
| Josep Calabuig le propone a su hermano ser partícipe de su fábrica. Nadine acompaña a Carles a saldar viejas cuentas. Entic, ya establecido en la Vall, trata de ganarse a Daniel gracias a los miedos de Laura. Albert y Marc no confían en el ofrecimiento de Carles para el pueblo. La llegada de Raquel deja en shock a Jordi Calabuig.                                          |             |                        |                                                          |                                                                          |
| 12 | 12          | «Culpa meua»           | 25 de noviembre de 2018                                  | 27 000 espectadores (1,2%), 1,9% (5 de mayo de 2020)                     |
| Malena firma la venta de los terrenos municipales. Laia le esconde a Ricard una visita al médico. Jordi hace todo lo posible para recuperar a una Raquel desconocida. Albert y Marc le proponen a Malena que haga uso del dinero en beneficio del pueblo. El verdadero plan de Jordi y de JOsep Calabuig pondrá en peligro la existencia de la Vall.                                 |             |                        |                                                          |                                                                          |
| 13 | 13          | «Què has trobat?»      | 2 de diciembre de 2018                                   | 36 000 espectadores (1,6%) 45.000 espectadores, 2,7% (6 de mayo de 2020) |
| Malena se encara con Josep y Jordi Calabuig para evitar la desaparición de la Vall. Jaume hace un último intento para poder hablar con Raquel. Laia y Ricard deciden volver a la ciudad y tienen que convencer a Antonia. Laura acaba confesándole a Julia toda la verdad sobre Enric. Clara, muy cerca de Albert, duda si aceptar el papel para la serie.                           |             |                        |                                                          |                                                                          |

## Producción
La idea de La Vall surge tras la despoblación actual de la Comunidad Valenciana, más concretamente en la zona de Castellón. La grabación se inició el 7 de mayo de 2018 y duró cerca de dos meses. El pueblo utilizado fue Alfondeguilla, situado en la misma Provincia de Castellón y algunos de los exteriores fueron rodados en Cheste, población de la Provincia de Valencia. Para su rodaje fueron necesarios más de 80 técnicos, más de 20 actores y más de 60 figurantes. La serie finalizó su rodaje el 22 de junio de 2018. Cada capítulo ha costado 100.000 euros aproximadamente.